# Cratoneuron filicinum
Cratoneuron filicinum, auf Deutsch auch Farnähnliches Starknervmoos genannt, ist eine Laubmoos-Art aus der Familie Amblystegiaceae.
Die Art ist nach dem derzeitigen Stand der Systematik die weltweit einzige Art der Gattung Cratoneuron.

## Merkmale
Cratoneuron filicinum bildet lockere und niedrige Decken oder Rasen mit gelbgrüner bis goldbrauner Färbung. Die niederliegenden bis fast aufrechten Pflanzen sind etwa 3 bis 5 Zentimeter lang und wenig und unregelmäßig oder (oft) regelmäßig fiederästig verzweigt. Besonders niederliegende Stämmchen sind oft mit zahlreichen braunen Rhizoiden besetzt. Paraphyllien können wenig bis zahlreich vorhanden sein. Die Stämmchenblätter sind dreieckig, haben eine oft sichelförmig gekrümmte Blattspitze, ringsum gezähnte Blattränder und eine sehr kräftige Blattrippe (Name Cratoneuron: griechisch kratos „Stärke“ und neuron „Nerv“), die oft bis zur Blattspitze reicht. Die deutlich abgesetzten Blattflügel laufen weit am Stämmchen herab. Die Astblätter sind kleiner, eiförmig-lanzettlich und meist deutlich einseitswendig bis sichelig.
Die Laminazellen der Blattmitte sind etwa zweimal bis sechsmal so lang wie breit. Die Zellen der Blattflügel sind deutlich größer, aufgeblasen und hyalin und bilden eine von den übrigen Blattzellen scharf abgegrenzte Gruppe.
Sporophyten haben eine bis 4 Zentimeter lange, purpurne Seta und eine zylindrische und stark gebogene Kapsel mit kegelig-spitzem Deckel. Die Kapsel ist unter der Mündung stark verengt. Die papillösen Sporen sind etwa 14 bis 22 µm groß. Sporenreife ist im Frühling.
Diese Art ist recht formenreich und variabel. Die Bandbreite reicht etwa von kräftigen, im Wasser flutenden Formen mit fast geraden Blättern, schwach gezähnten Blatträndern und kurz austretender Blattrippe (var. fallax) hin bis Gebirgssippen mit eilanzettlichen Stämmchenblättern mit aufgesetzter Spitze und weit vor der Blattspitze endender Blattrippe (var. curvicaule).

## Standortansprüche und Verbreitung
Cratoneuron filicinum wächst an kalkhaltigen und feuchten bis nassen Standorten wie Quellstellen, Bach- und Flussufern, Sümpfen, Gräben und auf nassen Wegen. Es besiedelt hier Erde, Gestein und morsches Holz.
Weltweit kommt die Art vor in Europa, Asien, Nord- und Zentralafrika, Nord- und Mittelamerika sowie in Teilen Südamerikas und in Neuseeland.
In Mitteleuropa ist sie von der Ebene bis in Gebirgslagen über 2000 Meter Höhe verbreitet.